# Chaseburg
Chaseburg è un comune degli Stati Uniti, situato in Wisconsin, nella Contea di Vernon.